# Tra(sgre)dire
Pour plus de détails, voir Fiche technique et Distribution.
Tra(sgre)dire, parfois connu sous son titre anglais Transgressing, est un film italien réalisé par Tinto Brass et sorti en 2000. Le rôle principal de cette comédie érotique est tenu par Yuliya Mayarchuk. Le titre du film est un jeu de mots en italien entre Trasgredire (Transgresser) et Tradire (Trahir).

## Synopsis
Pour échapper à la jalousie maladive de son fiancé, Matteo, une jolie jeune femme, Carla, se rend à Londres pour retrouver une certaine liberté.
À Londres, elle rencontre Moira, une jeune et jolie lesbienne. De cette rencontre et expérience, naîtront de nombreuses transgressions.

## Résumé de la trame narrative
Carla, une Vénitienne de vingt ans, rejoint une agence immobilière à Londres.
Elle recherche un appartement à louer pour Matteo, l'étudiant dont elle est amoureuse et qui la rejoindra au plus vite dans la capitale britannique. 
Moira, la propriétaire de l'agence, frappée par le charme de Carla, l'invite chez elle. 
Carla garde tout secret pour Matteo qui, envahi par les doutes et la jalousie, lui annonce par téléphone qu'il compte renoncer au voyage à Londres. 
Carla, très déçue, accepte également la cour de Mario, l'ex-mari de Moira, lors d'une fête très spéciale.
A Venise, cependant, Matteo ne peut pas résister et part sans rien dire. 
Lorsqu'il rejoint inopinément Carla à Londres, il exprime sa colère mais finalement, entraîné par cette dernière et par les gens qu'elle rencontrés, il comprend que, si connaître quelqu'un d'autre le rend fou de jalousie, la jalousie elle-même le rend fou de désir envers elle. 
Alors Matteo demande à Carla de jurer qu'elle lui mentira toujours.

## Fiche technique
- Titre : Trasgredire
- Réalisateur : Tinto Brass
- Producteur : Massimo Ferrero
- Scénario : Tinto Brass et Carla Cipriani
- Musique : Pino Donaggio
- Format : Couleurs
- Durée : 89 minutes
- Pays :  Italie
- Date de sortie : 28 janvier 2000 en Italie

## Distribution
- Yuliya Mayarchuk : Carla
- Jarno Berardi : Matteo
- Francesca Nunzi : Moira
- Max Parodi : Mario
- Mauro Lorenz : Bernard
- Vittorio Attene : Luca
- Antonio Salines : Padre
- Leila Carli : Nina